# SOLID BOND
SOLID BOND（ソリッドボンド）は、日本のロックバンド。

## 来歴
結成後、出身地・福岡県を中心に活動。
1990年5月12日 放送の『三宅裕司のいかすバンド天国』（TBSテレビ）に出場。10組の中からチャレンジャーに選ばれるが当時のイカ天キング・LITTLE CREATURESに敗れ、5代目グランドイカ天キングの座を許す。しかし「このまま終わらすのはもったいない」という、これより前にもあったマルコシアス・バンプと同様の仮イカ天キング推薦により翌週5月19日にも出演。その日のチャレンジャー『アース・ウィンド・アンド・ファイターズ』に勝って正イカ天キング（20代目）となった。その後の躍進が期待されたが、翌週の5月26日までの間にプロデビューが決定。イカ天にはプロバンドは出場出来ないということで「博多の人間らしく、潔く」と自らキング辞退を申し入れ、イカ天を去った。だが、この展開については事前に台本を渡されており、実際は番組側から出場辞退を勧められたものであった事を、メンバーの若藤が自身のブログで明かしている。
翌1991年4月25日、Sony Recordsからシングル『MADMAN BLUES』をリリースし、メジャー・デビュー。
1994年以降、SOLID BONDとしての正式な活動は確認されていないが、2000年以降、不定期で再結成、再活動している。

## メンバー
- 波多江光浩 （ボーカル、ギター、1965年2月8日 - ）
  - 2025年6月現在、地元福岡のライブハウス等にて不定期で活動中。
- 若藤和典 （ベース、1965年1月10日 - ）
- 小川哲弘 （ギター、1967年4月17日 - ） 
  - 現在は、東京を拠点に活動している。
- 三島貴広 （ドラムス、1970年6月11日 - ）
- ※全員福岡県出身。

## ディスコグラフィー

### 参加作品
| 発売日        | タイトル            | 規格品番 | 曲順 | 楽曲           |
| ------------- | ------------------- | -------- | ---- | -------------- |
| 1998年6月21日 | いか天 ザ・50 Vol.3 | APCA-225 | M.15 | MADMEN'S BLUES |

## タイアップ一覧
| 使用年 | 曲名                   | タイアップ                                        |
| ------ | ---------------------- | ------------------------------------------------- |
| 1993年 | HELLO HELLO HELLO      | TBS系月曜ドラマスペシャル『定年、長い余白』挿入歌 |
| 1993年 | EVERYBODY NEEDS A HERO | TBS系月曜ドラマスペシャル『定年、長い余白』挿入歌 |

## 出演

### テレビ番組
- 三宅裕司のいかすバンド天国